# I Like That
I Like That  è il singolo di debutto del cantante R&B statunitense Houston, estratto dall'album It's Already Written. La canzone è stata prodotta dal gruppo di beatmaker Trak Starz, scritta da Alonzo Lee, Nate Dogg, Chingy e I-20, Shamar Daugherty, Mischke Butler e Steve Prudholme e vi hanno partecipato Chingy, Nate Dogg e I-20.
Pubblicata nel 2004, la canzone è in assoluto il più grande successo dell'artista.

## Informazioni
I Like That ha raggiunto nella Billboard Hot 100 la posizione n.11, la n.14 nella Hot R&B/Hip-Hop Songs e la n.6 nella Hot Rap Tracks. In Regno Unito ha raggiunto anche lì la posizione n.11 ed è riuscita a classificarsi in moltissimi altri paesi quali Svezia, Australia, Irlanda, Francia, Svizzera e anche Italia.
Negli USA è stata usata nello stesso periodo come colonna sonora dello spot McDonald's ed è inoltre presente in vari film tra cui Robots, del 2005.

## Videoclip
La versione del brano scelta per il videoclip differisce solo per la strofa di I-20, leggermente allungata; tuttavia il pezzo di strofa in più è a volte tagliato nel video, lasciando quindi spazio alla versione originale della canzone, presente nell'album. Inoltre, sempre in altre versioni del videoclip, alcune scene sono censurate e sostituite con delle altre meno esplicite.

## Classifica

### USA
| Chart (2004)                            | Posizione massima |
| --------------------------------------- | ----------------- |
| Stati Uniti d'America Billboard Hot 100 | 11                |
| U.S.A. Billboard Hot R&B/Hip-Hop Songs  | 14                |
| U.S.A. Billboard Hot Rap Tracks         | 6                 |
| U.S.A. Billboard Rhythmic Top 40        | 3                 |
| U.S.A. Billboard Top 40 Mainstream      | 9                 |
| U.S.A. Billboard Top 40 Tracks          | 9                 |

### Altri paesi e classifiche mondiali
| Chart (2004)                            | Posizione massima |
| --------------------------------------- | ----------------- |
| Francia                                 | 29                |
| Nuova Zelanda                           | 4                 |
| Canada                                  | 48                |
| Giappone                                | 16                |
| Irlanda                                 | 39                |
| Germania                                | 18                |
| Svezia                                  | 42                |
| Svizzera                                | 5                 |
| Australia                               | 12                |
| UK Singles Chart                        | 11                |
| Italia                                  | 22                |
| Paesi Bassi                             | 13                |
| Norvegia                                | 14                |
| Danimarca                               | 17                |
| Belgio                                  | 26                |
| LAUNCH Music Videos Top 100 (Videoclip) | 9                 |